# TV on the Radio
O TV on the Radio é uma banda avant-garde de indie rock formada no ano de 2001 em Nova York, Estados Unidos. O som da banda é influenciado por muitos gêneros musicais, como free-jazz, a cappella, eletrônico, trip hop e electro.

## Integrantes
- Tunde Adebimpe - vocal & loops
- Kyp Malone - vocal, guitarra & loops
- David Andrew Sitek - músico, guitarra, teclado, loops

### Ex-integrantes
- Gerard Smith -  baixo[1]

### Colaboradores
- Katrina Ford -  vocal
- Nick Zinner -  guitarra
- Martin Perna - flauta, sax

## Discografia
- OK Calculator (Demo/2002)
- Young Liars (EP/2003)
- Desperate Youth, Blood Thirsty Babes (2004)
- New Health Rock (EP/2004)
- Return to Cookie Mountain  (2006)
- Dear Science  (2008)
- Nine Types of Light  (2011)
- Seeds (2014)